# Диас, Рубен Освальдо
Рубе́н Осва́льдо Ди́ас Фиге́рас (исп. Rubén Oswaldo Díaz Figueras; 8 января 1946, Буэнос-Айрес, Аргентина — 16 января 2018, там же) — аргентинский футболист. Выступал на позиции защитника.

## Клубная карьера
Рубен Диас начал карьеру футболиста в клубе «Расинг Авельянеда» в 1965 году. В то время команду тренировал Хуан Хосе Писсути, а выступали за неё такие игроки, как Агустин Сехас, Альфио Басиле и Роберто Перфумо
.
В 1966 году защитник вместе с командой стал чемпионом Аргентины, а год спустя выиграл кубок Либертадорес и Межконтинентальный кубок.
В 1973 году аргентинский тренер Хуан Карлос Лоренсо возглавил мадридский «Атлетико» и вскоре состав «матрасников» пополнили Рубен Айяла и Рамон Эредия. В 1974 году в «Атлетико» перешёл и Рубен Диас.
Защитник дебютировал в чемпионате Испании 15 сентября 1973 года в матче против «Лас-Пальмаса» и провёл за команду 4 сезона. В 1974 году Диас во второй раз в своей карьере стал обладателем Межконтинентального кубка, а 2 года спустя выиграл с «Атлетико» национальный кубок. Став чемпионом страны в сезоне 1976/77, футболист покинул Испанию и вернулся в «Расинг», где год спустя и завершил карьеру футболиста.

## Достижения
Расинг
- Чемпион Аргентины (1): 1966
- Обладатель Кубка Либертадорес (1): 1967
- Обладатель Межконтинентального кубка (1): 1967

 Атлетико Мадрид
- Чемпион Испании (1): 1976/77
- Обладатель Кубка Испании (1): 1976
- Обладатель Межконтинентального кубка (1): 1974